# Chiesa di San Francesco (Tempio Pausania)
La chiesa di San Francesco è un luogo di culto che si trova a Tempio Pausania, nella via omonima. Consacrata al culto cattolico, fa parte della parrocchia di San Pietro apostolo, diocesi di Tempio-Ampurias.
Edificata tra il 1543 ed il 1548 con impianto pseudo-rinascimentale, fra i primi della Sardegna, la chiesa è realizzata interamente in blocchi irregolari di granito a vista; la facciata, con tetto a capanna, è segnata da due paraste con al centro un portale centinato a tutto sesto, sormontato da un finestrone rettangolare, anch'esso centinato. In alto, in posizione centrale, una grande croce in granito poggia sugli spioventi del tetto.
L'interno presenta una singola navata coperta con volta a botte e rinforzata da sottoarchi che la dividono in quattro campate sulle quali si affacciano altrettante cappelle per lato anch'esse voltate a botte. Il presbiterio, quadrangolare, è sollevato di un gradino rispetto al piano dell'aula.
Esternamente la chiesa è fiancheggiata da tre contrafforti per lato e, alla parte posteriore, è annesso un edificio appartenente ai frati minori osservanti adibito prima a convento, poi a carcere, a ospedale e infine a scuola. L'intero complesso è stato per diversi decenni oggetto di restauro.
Ogni anno, durante il periodo del Natale, la chiesa ospita una esposizione di presepi che vengono allestiti nelle cappelle laterali.

## Galleria d'immagini

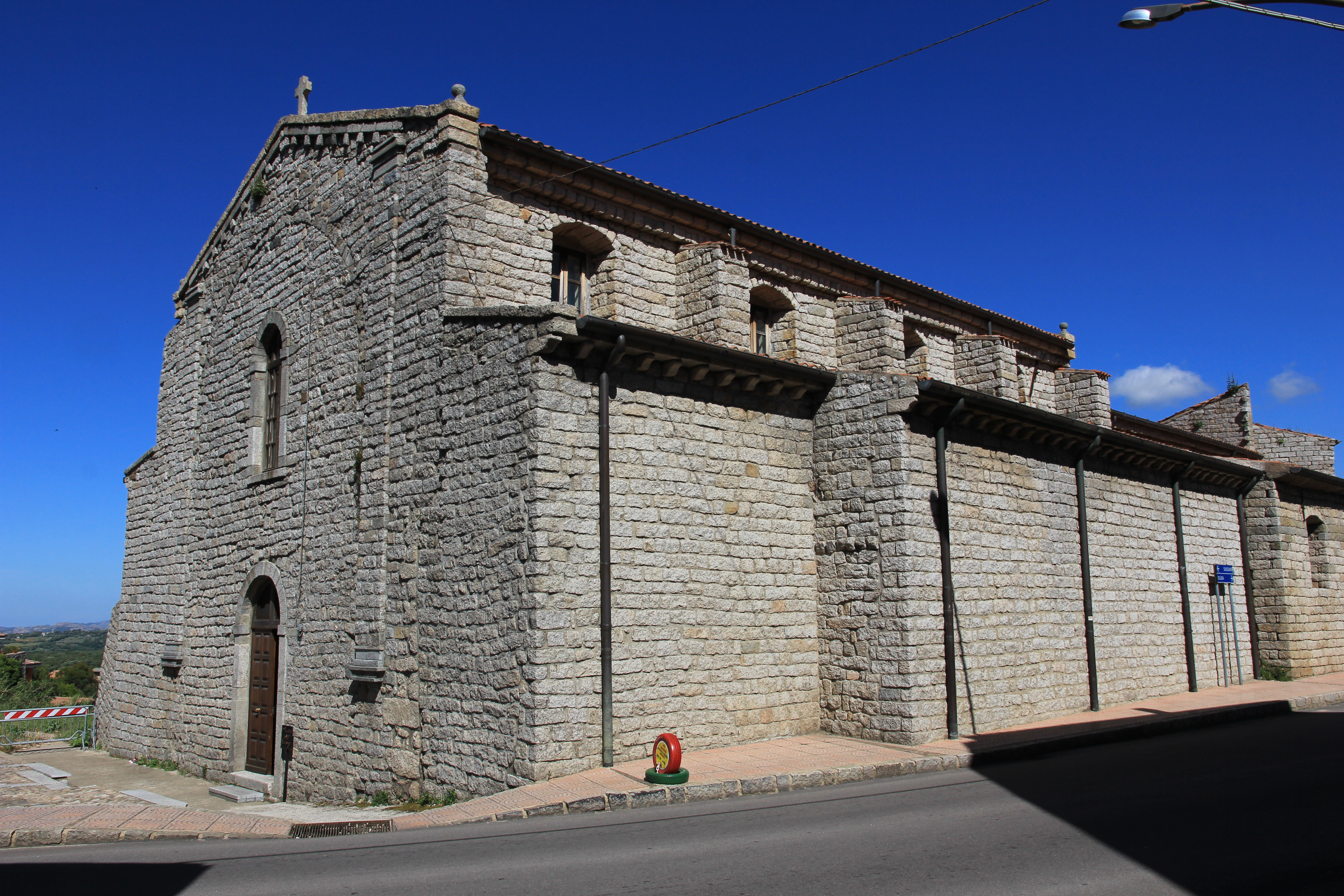
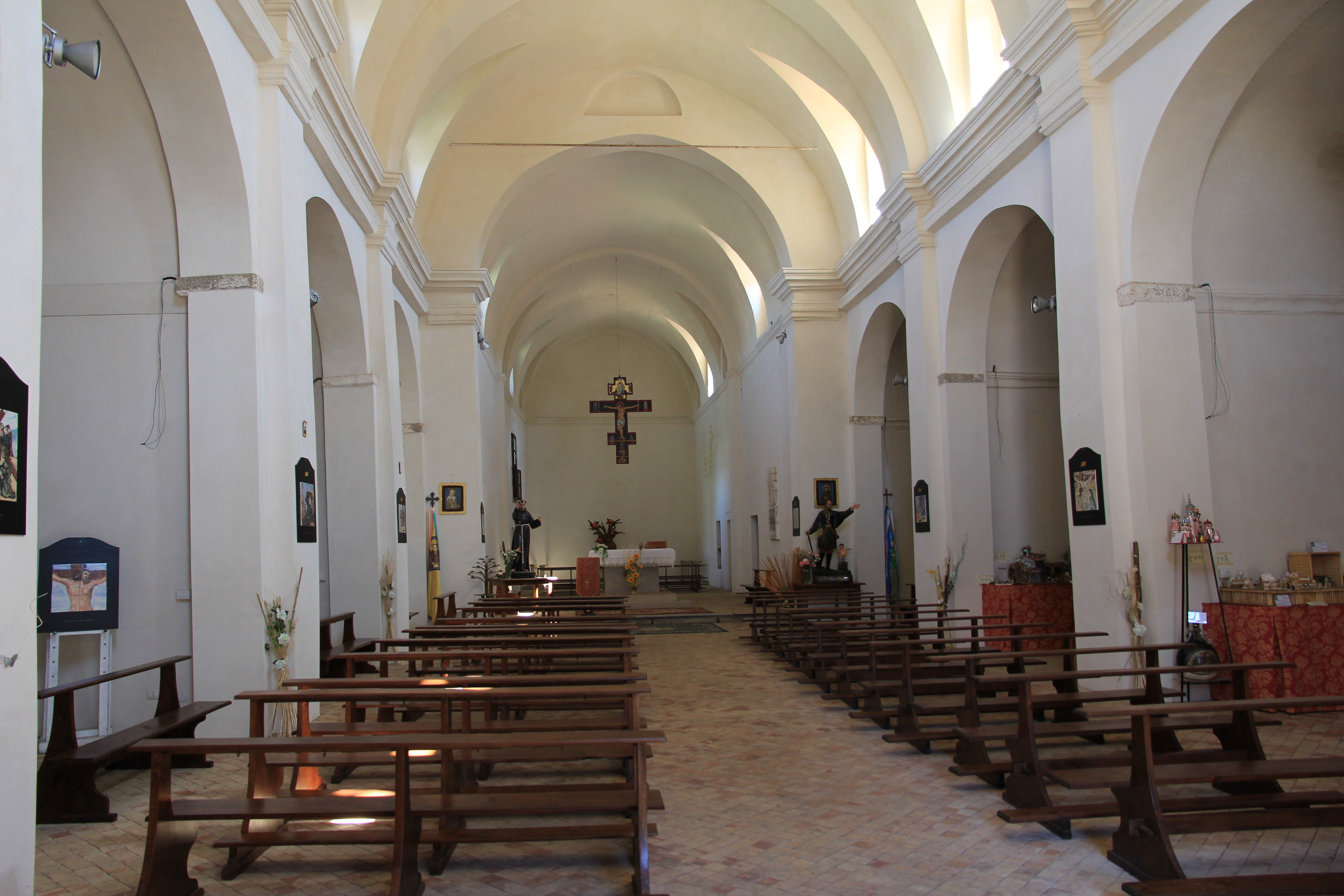
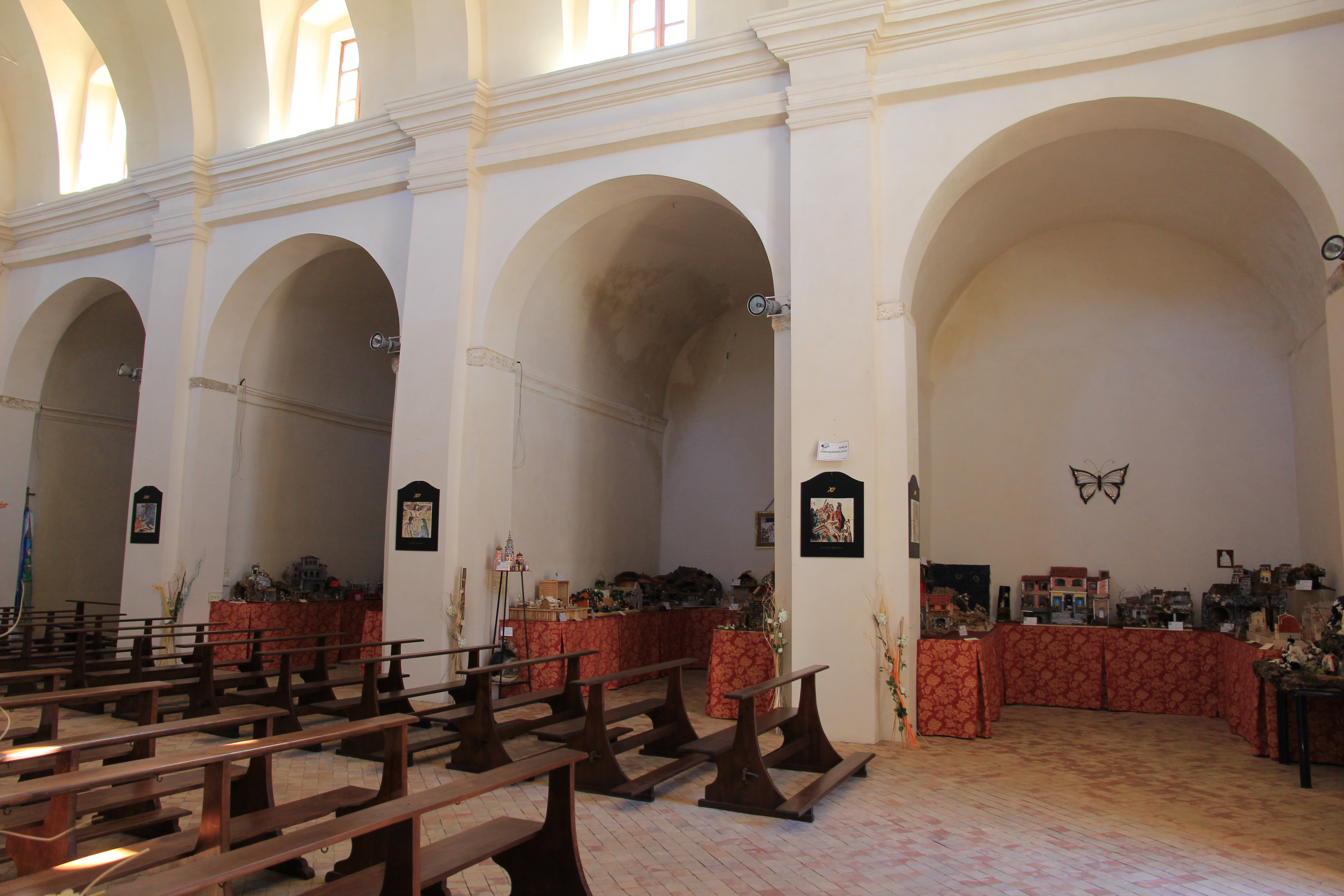
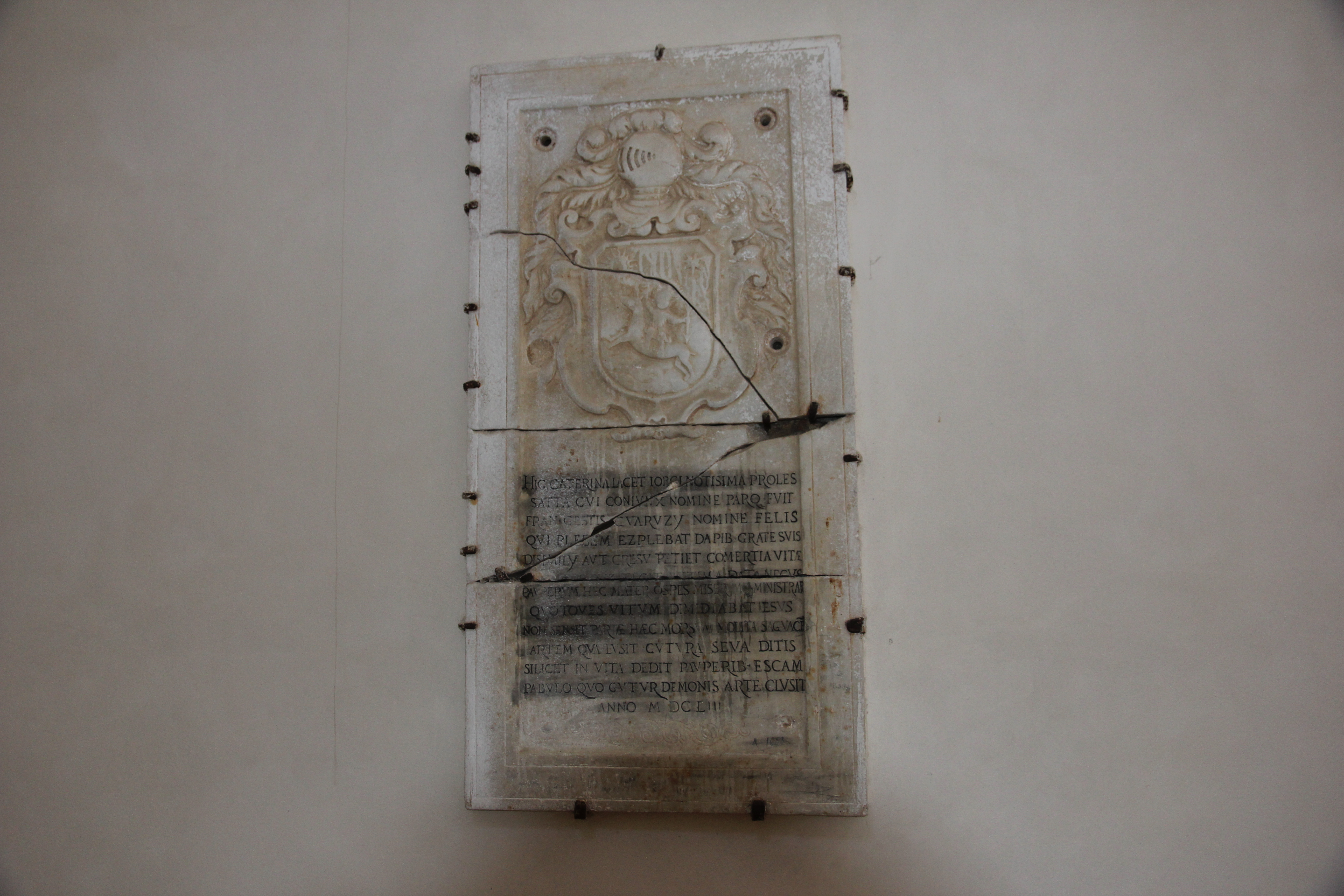